# کیواکو تایچی
کیواکو تایچی (به ژاپنی: 太地 喜和子 Taichi Kiwako) یک بازیگر فیلم ژاپنی بود. او در ۲۰ فیلم بین سالهای ۱۹۶۷ و ۱۹۸۵ ظاهر شد. او در یک تصادف در سال ۱۹۹۲ درگذشت. از فیلم‌های او می‌توان به فیلم کورو نکو (۱۹۶۸) اشاره کرد.